# Маршак, Борис Ильич
Бори́с Ильи́ч Марша́к (в публикациях на западных языках — Boris I. Marshak; 9 июля 1933, Луга — 28 июля 2006, Пенджикент) — советский и российский археолог, историк искусства, востоковед.

## Биография
Сын писателей М. Ильина и Е. Сегал. Детство провел в Ленинграде, затем был эвакуирован и вернулся в Ленинград в 1957 году. Ребёнком в эвакуации заинтересовался древностями Средней Азии. Вся его дальнейшая научная жизнь была, в основном, связана с Таджикистаном.
Поступил учиться на истфак МГУ, закончил учёбу в 1956 г. В 1954 году впервые поехал на раскопки городища Древнего Пенджикента (Таджикистан), и с тех пор пропустил только один сезон — 1956 г., когда у МГУ должны были проходить военные сборы.
После окончания МГУ работал в Институте истории, археологии и этнографии АН Таджикской ССР. С 1978 г. начальник Пенджикентской археологической экспедиции (сменил на этом посту Александра Марковича Беленицкого).
С 1958 г. работал в Отделе Востока Государственного Эрмитажа, с 1978 г. — глава сектора Средней Азии и Кавказа.
Как участник, а с 1978 г. и руководитель Пенджикентской археологической экспедиции Государственного Эрмитажа, продолжал и развивал раскопки эталонного памятника согдийской археологии. Раскопанная территория (по верхнему периоду, VIII в. н. э.) в настоящее время превышает половину площади городища, хронология керамики дает точность до четверти века, знаменитая настенная живопись найдена в большинстве частных домов. С 1996 г. Пенджикентская экспедиция публикует ежегодные отчеты в форме монографий.

## Смерть
Б. И. Маршак скончался в Пенджикенте, похоронен там же.
Вдова Б. И. Маршака, археолог В. И. Распопова, так описывает подробности случившегося:

Б. И. Маршак завещал его кремировать, а прах опустить в Неву. К сожалению, я не смогла выполнить его последнюю волю. Он умер 28 июля в пятницу, стояла страшная жара. Самолет в Питер был только в среду. Я благодарна всем пенджикентцам, бывшему мэру Д. Самедову, правительству Таджикистана, что они нашли возможность похоронить его около крепостной стены древнего Пенджикента. Он отдал 50 лет своей жизни изучению культуры таджикского народа, который очень любил и уважал. Сейчас перед археологами Таджикистана стоит задача сохранить замечательный коллектив Пенджикентской экспедиции, воспитанный Б. И. и продолжить раскопки Пенджикента. В. И. Распопова.

## Сфера научных интересов
Основная сфера научных интересов — археология Согдианы и восточное серебро.
- Политическая история Востока, история религий, метрология, издание и интерпретация восточных текстов, методология археологических исследований и др.
- Исследования географически охватывали регион от Византии до Китая, по хронологии: от античности до монголов.
- В последние годы жизни занимался искусством и историей Тибета. Им исследована тема «Согдийца на чужбине» на основе находок так называемых согдийских погребальных памятников в Китае.

## Научные труды
В своей книге «Согдийское Серебро» (М., 1971 г.) на основе анализа формальных, иконографических и других особенностей ряда серебряных сосудов, найденных, в первую очередь, на Каме и в Северо-Западной Сибири, пришел к выводу о существовании особого, ранее неизвестного центра производства серебряной утвари, который надежно отождествил с Согдианой.
В области интерпретации археологических объектов Пенджикента, наиболее яркой стороной деятельности выступает иконографическое и сюжетное исследование, реконструкция, «дешифровка» настенной живописи. В своей монографии «Legends, Tales and Fables in the Art of Sogdiana» (NY, 2002) М. анализирует отражение «бродячих» литературных сюжетов древности и раннего Средневековья в живописи Пенджикента.
Множество работ написал в соавторстве со своим учителем, А. М. Беленицким, и супругой, Валентиной Ивановной Распоповой, с коллегами и учениками.

## Награды, звания и научные степени
- Орден Почёта (27 декабря 2004 года) — за многолетнюю плодотворную деятельность в области культуры и искусства[3];
- Орден Дружбы (Таджикистан, 1999);
- Кандидат исторических наук (1965);
- Доктор исторических наук (1982);
- почётный член Американского Археологического Института;
- почётный член Королевского Азиатского Общества Соединенного Королевства;
- член-корреспондент Итальянского Института Африки и Востока;
- иностранный член французской Академии Надписей и Изящной Словесности.